# Indoornik
Indoornik is een buurtschap in de Nederlandse gemeente Overbetuwe met ca. 80 inwoners (2016), gelegen in de provincie Gelderland. Indoornik ligt ten noorden van Zetten en ten zuiden van Randwijk.
De buurtschap heeft geen eigen postcode en plaatsnaam in het postcodeboek, voor de postadressen ligt Indoornik daarom 'in' Randwijk.
Indoornik was in de middeleeuwen een hoge heerlijkheid en een leen van de hertogen van Kleef. De eerste leenman waarvan de naam bekend is, heette Rutger van Laecmonde, die in 1387 in een oorkonde werd vermeld. Nadat het hertogdom in 1666 was overgegaan in handen van de Keurvorst van Brandenburg, viel de heerlijkheid Indoornik onder Brandenburg.
Langs de Linge stond een kasteel dat in de 17e eeuw is verdwenen. Op de kasteellocatie is daarna boerderij Schoutenbouwing neergezet, die in 1943 door brand is verwoest.
In 1944 werd de Johannes de Doperkerk zwaar beschadigd tijdens operatie Market Garden. Vijf jaar later werd de kerk opnieuw ingewijd. Wegens teruggelopen kerkbezoek werd het gebouw in 2020 verkocht.
Dorpen: Andelst · Driel · Elst · Hemmen · Herveld · Heteren · Oosterhout · Randwijk · Slijk-Ewijk · Valburg · Zetten

Buurtschappen en gehuchten: Aam · Bredelaar · Eimeren · Herveld-Noord · Herveld-Zuid · Homoet · Indoornik · Keulse Kamp · Lakemond (deels) · Leedjes · Lijnden · Loenen · Merm · Raayen · Reeth · Snodenhoek · Wolferen

Gelderland: Steden en dorpen in Gelderland      Nederland: Provincies · Gemeenten